# Analtella teideensis
Espèce
Synonymes
- Lathys teideensis Wunderlich, 1992

Analtella teideensis est une espèce d'araignées aranéomorphes de la famille des Lathyidae.

## Distribution
Cette espèce est endémique de Tenerife aux îles Canaries en Espagne,.

## Description
Le mâle holotype mesure 2,2 mm et les femelles de 2,5 à 2,6 mm.

## Systématique et taxinomie
Cette espèce a été décrite sous le protonyme Lathys teideensis par Wunderlich en 1992. Elle est placée dans le genre Analtella par Montana, Cala-Riquelme, Crews, Gorneau, Al-Jamal, Alequín, Spagna, Ballarin et Esposito en 2025.

## Étymologie
Son nom d'espèce, composé de teide[a] et du suffixe latin -ensis, « qui vit dans, qui habite », lui a été donné en référence au lieu de sa découverte, le Teide.

## Publication originale
- Wunderlich, 1992 : « Die Spinnen-Fauna der Makaronesischen Inseln: Taxonomie, Ökologie, Biogeographie und Evolution. » Beiträge zur Araneologie, vol. 1, p. 1-619.